# Piriqueta sidifolia
Piriqueta sidifolia är en passionsblomsväxtart som först beskrevs av A. St.-hil., Juss. och Cambess., och fick sitt nu gällande namn av Ignatz Urban. Piriqueta sidifolia ingår i släktet Piriqueta och familjen passionsblomsväxter. Utöver nominatformen finns också underarten P. s. multiflora.